# Districtul Thong Saen Khan
Thong Saen Khan (în thailandeză ทองแสนขัน) este un district (Amphoe) din provincia Uttaradit, Thailanda, cu o populație de 33.042 de locuitori și o suprafață de 745,4 km².

## Componență
Districtul este subdivizat în 4 subdistricte (tambon), care sunt subdivizate în 45 de sate (muban).
| Nr. | Nume        | În thailandeză | Sate | Locuitori |  |
| --- | ----------- | -------------- | ---- | --------- |  |
| 1.  | Phak Khuang | ผักขวง          | 14   | 9,198     |  |
| 2.  | Bo Thong    | บ่อทอง          | 14   | 12,287    |  |
| 3.  | Pa Khai     | ป่าคาย          | 9    | 6,030     |  |
| 4.  | Nam Phi     | น้ำพี้            | 8    | 5,527     |  |